# Museo dell'Olivo e dell'Olio
El Museo dell'olivo y dell'olio (Museo del olivo y del aceite de oliva) es un museo privado especializado, situado en Torgiano (Italia), en ambientes que han sido sede de un frantoio (lugar donde se produce el aceite de oliva), en activo hasta los años 60 del siglo XX.
A través de las colecciones de artes aplicadas y de colecciones de la cultura material, se documentan las técnicas de olivicultura y oleicultura, los usos tradicionales y los significados simbólicos de la oliva y del aceite de oliva.

## Historia
Fundado por las Bodegas Lungarotti y curado por la Fondazione Lungarotti, el Museo dell'Olivo y dell'Olio, junto con el  Museo del vino de Torgiano fue añadido al sistema de museos de la Umbría.

## El recorrido
Tablas botánicas que representan las diversas variedades de olivos difusas en Umbría introducen la sección en la que se señalan las características botánicas de la planta, las técnicas tradicionales y los sistemas que innovan su cultivo. 
La presencia de un molino de tracción animal y de una imponente plancha con tracción hidráulica testigo, acompañados por la documentación fotográfica y por esquemas de aprendizaje, explican la evolución de los sistemas de extracción oleícola.
El recorrido continúa con la exploración del tema mitológico: un alabastro ático de figuras rojas, atribuible a Pittore della Fonderia (sec. V a. C.), representa a Atenea, la deidad que habría dado el olivo a la humanidad. Las otras piezas expuestas justifican la acción civilizadora de la diosa –depositaria del saber tecnológico– en el ámbito doméstico femenino, agrícola, naval y bélico.
La sección dedicada al paisaje presenta mapas, papeles y objetos que evocan el Grand Tour: la recurrencia en la Umbría de terrenos cubiertos por olivares marca el imaginario de los viajeros que observan en sus diarios, en forma de descripción o de rápidos bocetos, el interés por el paisaje.
Los entornos sucesivos documentan los usos tradicionales del aceite de oliva: el uso más antiguo –el aceite de oliva como fuente de luz– es documentado por una colección de linternas y lámparas que van desde la Edad preclásica al Neoclasicismo. 
Los usos rituales del olivo y del aceite de oliva en el Judaísmo, en el Cristianismo y en el Islam, su uso en la alimentación, en el deporte, en la preparación de ungüentos y perfumes, en la sigilografía, en tejido, en ebanistería y en numerosas otras actividades, constituyen las fuentes para las otras salas de la exposición. 
El complejo de significados simbólicos que, por derivación directa del anterior, confiere al olivo y al aceite de oliva valor sacro, poderes mágicos y terapéuticos, es documentado en la última sala del recorrido expositivo.